# Eschatarchia angularia
Eschatarchia angularia là một loài bướm đêm trong họ Geometridae.